# Richard Burns
Richard Alexander Burns (Reading, 17 januari 1971 – Londen, 25 november 2005) was een Brits rallyrijder. Hij was vanaf de tweede helft van de jaren negentig tot aan 2003 een van de voornaamste rijders in het wereldkampioenschap rally. Zijn grootste successen behaalde hij bij het fabrieksteam van Subaru, waarmee hij in het 2001 seizoen wereldkampioen werd.
In 2003 werd Burns echter gedwongen zijn carrière als actief rallyrijder te stoppen, toen bij hem een astrocytoom, een bepaald type hersentumor, werd geconstateerd, die hem twee jaar later op 34-jarige leeftijd fataal werd.

## Carrière

### Vroege carrière
Richard Burns leerde autorijden in een oude Triumph, op een nabijgelegen veld niet ver van zijn huis. Op 11-jarige leeftijd werd hij lid van een autoclub van rijders onder zeventien jaar, waar hij in 1984 werd uitgeroepen tot rijder van het jaar. Twee jaar later komt hij via zijn vader bij de lokale Craven Motor Club, waarin zijn talent werd gespot door David Williams, een journalist uit de rallywereld. In 1988 debuteerde Burns achter het stuur van een Talbot Sunbeam in de rallysport, en twee jaar later nam hij voor het eerst deel aan een rally uit het wereldkampioenschap rally, de jaarlijkse Rally van Groot-Brittannië, actief in een Peugeot 309 GTI. In 1992 rijdt hij naar de winst in het Brits nationaal kampioenschap, rijdend in een Groep N Subaru Legacy RS, onder preparatie van het team van Prodrive, die Subaru op dat moment ook al vertegenwoordigden in het WK. Het jaar daarop deed hij met een Groep A variant van de Legacy een gooi naar het algemeen Brits rallykampioenschap, en wist deze ook op slechts 22-jarige leeftijd te winnen.
Vervolgens nam hij voor het fabrieksteam van Subaru ook deel aan geselecteerde evenementen in het WK, waarin hij zijn beste resultaat behaalde tijdens de afsluitende ronde van het seizoen 1995, in Groot-Brittannië, waar hij in een Subaru Impreza 555 als derde wist te eindigen.

### Wereldkampioenschap rally

#### 1996-1998: Mitsubishi
In het seizoen 1996 kreeg Burns een kans bij Mitsubishi, een team die op dat moment een opmars meemaakte in het kampioenschap. Terwijl teamgenoot Tommi Mäkinen dat jaar zijn eerste wereldtitel verwezenlijkte, wist Burns zijn eerste grote internationale overwinning te boeken, toen hij won in Nieuw-Zeeland, een ronde die op dat moment echter buiten het kampioenschap viel. Het jaar daarop reed hij een consistent seizoen met als hoogste notering tijdens de Safari Rally, waar hij als tweede eindigde. In het seizoen 1998 betrad hij tijdens deze rally de hoogste trede van het podium, en kon daarmee zijn eerste overwinning in het WK vieren. Later dat jaar won hij ook nog voor thuispubliek in Groot-Brittannië, waar zowel de titel bij de rijders, in het geval van Mäkinen, en de constructeurstitel voor Mitsubishi werd binnengehaald. Burns vervulde echter in zijn periode bij Mitsubishi vooral de rol als steunpilaar voor kopman Mäkinen, en hij tekende voor het seizoen 1999 om die reden bij Subaru.

#### 1999-2001: Subaru

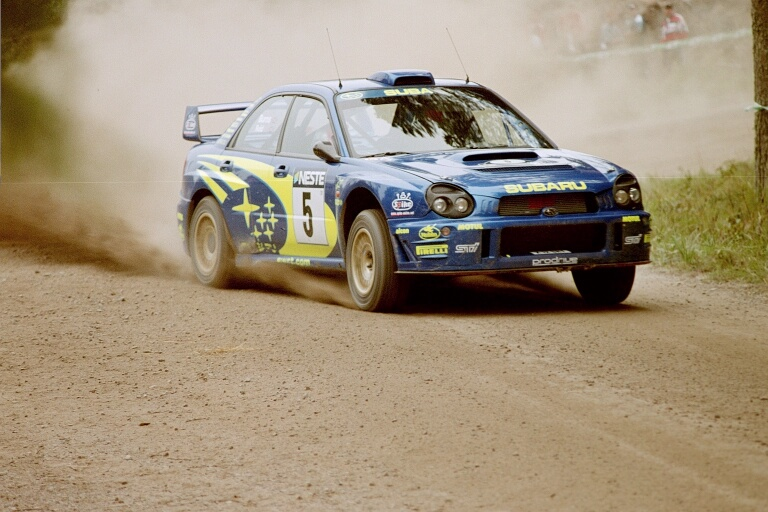
Burns actief voor Subaru in zijn kampioenschapsjaar in 2001

Bij Subaru, het team dat onder leiding stond van David Richards' Prodrive, wordt hij vergezeld door de Finse veteraan en viervoudig wereldkampioen Juha Kankkunen en de Belg Bruno Thiry. Burns reed een sterk seizoen, waarin hij tot de voorlaatste ronde nog meestreedt voor het kampioenschap met Toyota´s Didier Auriol en zijn voormalig teamgenoot bij Mitsubishi Tommi Mäkinen, de laatste die dat jaar wederom de titel op zijn naam zou schrijven, met Burns eindigend op een tweede plaats in een seizoen waarin hij drie overwinningen boekte en Subaru mee hielp aan een tweede plaats in het constructeurskampioenschap. Ook het seizoen daarop, in 2000, profileerde Burns zich lange tijd tot een titelkanshebber, maar kende een ongelukkige reeks halverwege het seizoen en moest ondanks een noodzakelijke overwinning in de afsluitende ronde in Groot-Brittannië, wederom genoegen nemen met een tweede plaats in het rijderskampioenschap, deze keer achter Peugeot-rijder Marcus Grönholm.
In het seizoen 2001 komt Subaru aanzetten met een geheel nieuwe versie van de Impreza WRC. Burns kende daarmee een moeizame start, waarin hij in de eerste vier rondes van het kampioenschap slechts drie punten bij elkaar sprokkelde. Dit werd echter gevolgd door twee opeenvolgende podiumplaatsen in de rondes in Argentinië en Cyprus, waarin hij in beide evenementen als tweede eindigde achter Fords Colin McRae. In de tweede helft van het seizoen weet Burns consistenter zijn punten te pakken, terwijl zijn directe concurrenten, McRae en Mäkinen, juist op dat moment hun steekjes lieten vallen. In Nieuw-Zeeland schreef Burns zijn enige overwinning van het seizoen op zijn naam, hij versloeg daarmee McRae om de eerste plaats. In Australië eindigde Burns als tweede, waardoor de Brit slechts met twee punten achterstand hand op kampioenschapsleider McRae van start ging in de seizoensafsluiter, zijn thuisrally in Groot-Brittannië.
Voorafgaand aan het evenement waren er theoretisch nog vier titelkanshebbers, waarin ook de Spanjaard Carlos Sainz nog een kleine kans had voor het kampioenschap, terwijl Burns, Mäkinen en McRae, die allen binnen een marge van drie punten zaten, de voornaamste kandidaten waren voor de wereldtitel. Mäkinen, die al een aantal rally´s leed onder de mindere competitiviteit van Mitsubishi´s nieuwe Lancer WRC, viel net als McRae al vroegtijdig uit en ook Sainz moest voorafgaand aan de laatste dag opgeven. Hierdoor kon Burns consolideren en reed hij zijn Subaru uiteindelijk naar een verdienstelijke derde plaats toe achter het Peugeot duo Grönholm en Harri Rovanperä, en werd vervolgens gekroond als de eerste Engelse wereldkampioen. Na dit succes bracht Subaru in Groot-Brittannië een speciale versie van de Subaru Impreza op de markt, genaamd de Impreza RB5.

#### 2002-2003: Peugeot

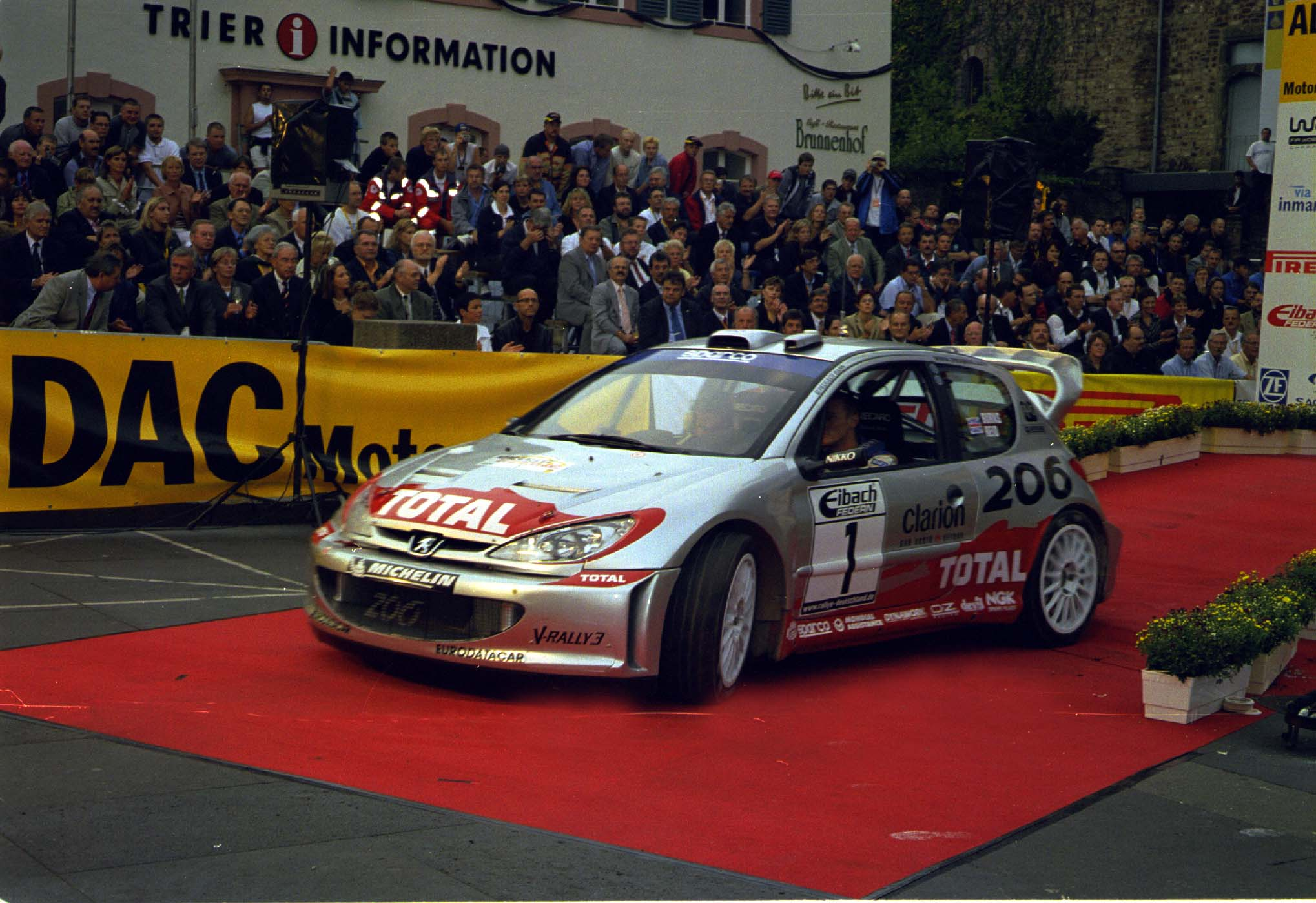
Burns met de 206 WRC tijdens de Rally van Duitsland in 2002

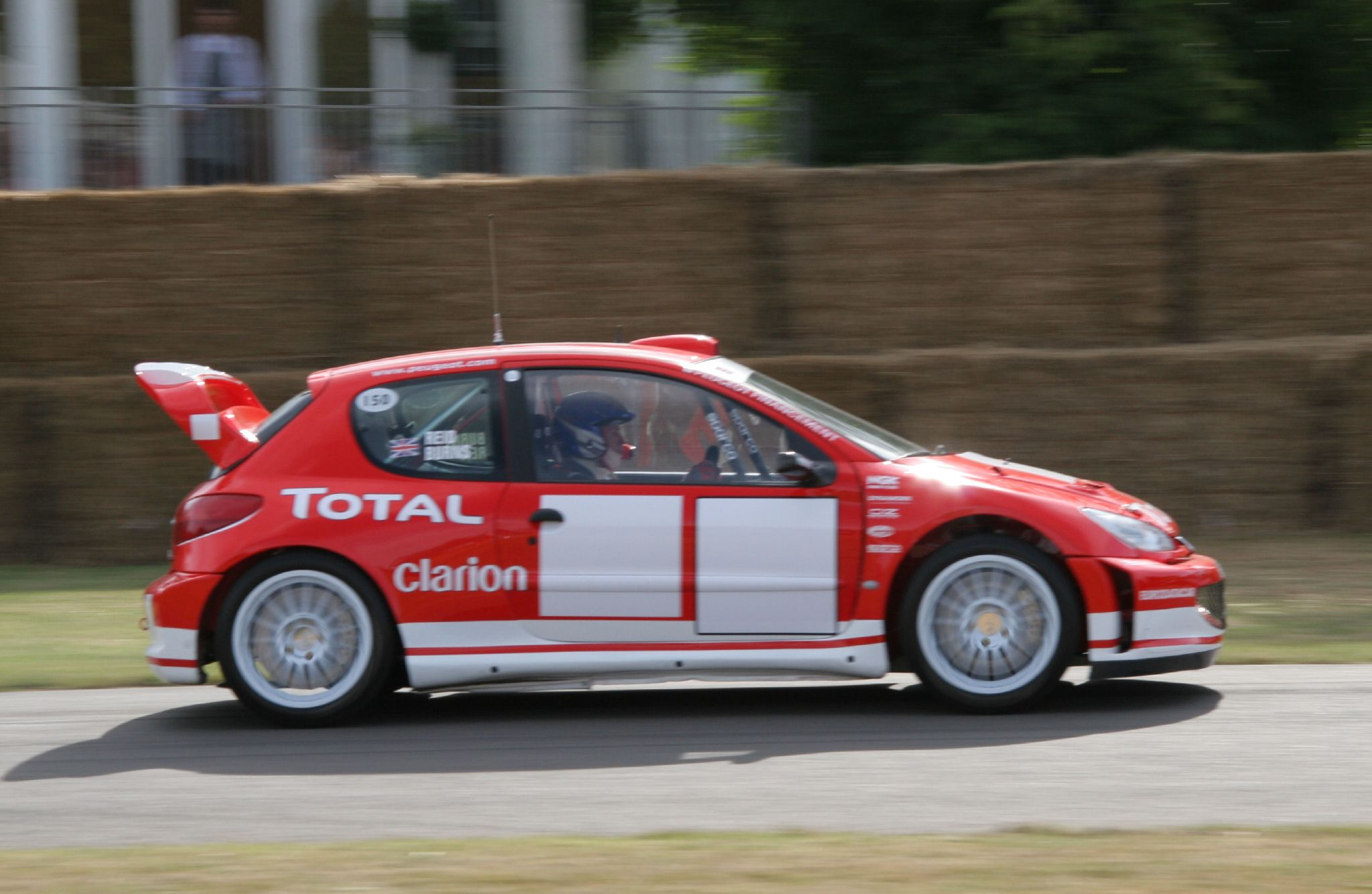
Een ex-Richard Burns Peugeot 206 WRC tijdens Goodwood Festival of Speed in 2006

Om zijn titel succesvol te kunnen verdedigen, tekende Burns voor het seizoen 2002 bij Peugeot, op dat moment de regerend kampioen bij de constructeurs en een van de voortrekkers in het kampioenschap. Burns had echter moeite zich aan te passen aan de cultuur binnen het team van Peugeot, en wist zich ook in tempo niet te evenaren met teamgenoot Grönholm, en op de asfaltrondes met specialist Gilles Panizzi. Ondanks een aantal podiumplaatsen liep zijn titelverdediging uit op een teleurstelling en de Brit eindigde slechts vijfde in de titelstrijd dat jaar. Het seizoen 2003 verliep niet veel beter, maar Burns wist met een reeks aan podiumplaatsen zich lange tijd opnieuw tot kanshebber te profileren. Nog voor dat de beslissing zou vallen in de afsluitende ronde in Groot-Brittannië, had Burns al een contract op zak om in het volgend seizoen weer terug te keren bij Subaru. Voorafgaand aan het evenement, terwijl hij samen met collega-rijder Markko Märtin op weg was naar de rally, werd Burns echter getroffen door een black-out. Bij de beoordeling van de hersenscans werd de diagnose astrocytoom, een bepaald type hersentumor, gesteld. Burns werd daarom gedwongen zijn carrière als actief rallyrijder te beëindigen.
Na een lange behandeling met chemotherapie en radiotherapie en een aanvankelijk succesvol verlopen operatie in april 2005, verloor Burns de strijd tegen de hersentumor. Hij overleed, na een korte coma, op 25 november 2005, exact vier jaar na het behalen van zijn wereldtitel. Na zijn dood werd door een aantal van zijn naasten de Richard Burns Foundation opgericht, met als doel om ernstig zieken en gewonden te inspireren en te steunen. Het goede doel haalt daarnaast ook geld op voor het Michael Park fonds, die te maken heeft met het verbeteren van veiligheidsaspecten in de autosport. De Schotse band Travis droeg hun album The Boy With No Name op aan de herinnering van Burns. Al eerder, in 2004, verscheen er een computerspel die zijn naam droeg: Richard Burns Rally.

## Complete resultaten in het wereldkampioenschap rally
| Seizoen | Inschrijving                      | Auto                         | 1       | 2      | 3       | 4       | 5       | 6       | 7       | 8       | 9       | 10    | 11      | 12      | 13      | 14      | Pos. | Punten |
| ------- | --------------------------------- | ---------------------------- | ------- | ------ | ------- | ------- | ------- | ------- | ------- | ------- | ------- | ----- | ------- | ------- | ------- | ------- | ---- | ------ |
| 1990    | Peugeot Talbot Sport              | Peugeot 309 GTI              | MON     | POR    | KEN     | FRA     | GRI     | NZL     | ARG     | FIN     | AUS     | ITA   | IVK     | GBR 28  |         |         | –    | 0      |
| 1991    | Peugeot Talbot Sport              | Peugeot 309 GTI              | MON     | ZWE    | POR     | KEN     | FRA     | GRI     | NZL     | ARG     | FIN     | AUS   | ITA     | IVK     | SPA     | GBR 16  | –    | 0      |
| 1992    | Richard Burns                     | Peugeot 309 GTI              | MON     | ZWE    | POR     | KEN     | FRA     | GRI     | NZL     | ARG     | FIN     | AUS   | ITA     | SPA     | IVK     | GBR DNF | –    | 0      |
| 1993    | 555 Subaru World Rally Team       | Subaru Legacy RS             | MON     | ZWE    | POR     | KEN     | FRA     | GRI     | ARG     | NZL     | FIN     | AUS   | ITA     | SPA     | GBR 7   |         | 38   | 4      |
| 1994    | Richard Burns                     | Subaru Impreza WRX           | MON     | ZWE    | POR     | KEN 5   |         |         |         |         |         |       |         |         |         |         | 19   | 8      |
| 1994    | 555 Subaru World Rally Team       | Subaru Impreza 555           |         |        |         |         | FRA     | GRI     | ARG     | NZL DNF | FIN     | AUS 5 | ITA     | SPA     | GBR DNF |         | 19   | 8      |
| 1995    | 555 Subaru World Rally Team       | Subaru Impreza 555           | MON     | ZWE    | POR 7   |         | FRA     | GRI     | NZL DNF | ARG     | FIN     | AUS   | ITA     | SPA     | GBR 3   |         | 9    | 16     |
| 1995    | Richard Burns                     | Subaru Impreza WRX           |         |        |         | KEN DNF |         |         |         |         |         |       |         |         |         |         | 9    | 16     |
| 1996    | Team Mitsubishi Ralliart          | Mitsubishi Lancer Evo III    | MON     | ZWE    | POR     | KEN     | IND DNF | FRA     | GRI     | ARG 4   |         |       |         |         | SPA NF  | GBR     | 9    | 18     |
| 1996    | Rothmans Mitsubishi Ralliart      | Mitsubishi Lancer Evo III    |         |        |         |         |         |         |         |         | NZL 1   | FIN   |         |         |         |         | 9    | 18     |
| 1996    | Team Petronas Mitsubishi Ralliart | Mitsubishi Lancer Evo III    |         |        |         |         |         |         |         |         |         |       | AUS 5   | ITA     |         |         | 9    | 18     |
| 1997    | Team Mitsubishi Ralliart          | Mitsubishi Carisma GT Evo IV | MON     | ZWE    | KEN 2   | POR DNF | SPA     | FRA     | ARG DNF | GRI 4   | NZL 4   | FIN   | IND 4   | ITA     | AUS 4   | GBR 4   | 7    | 21     |
| 1998    | Team Mitsubishi Ralliart          | Mitsubishi Carisma GT Evo IV | MON 5   | ZWE 15 | KEN 1   | POR 4   |         |         |         |         |         |       |         |         |         |         | 6    | 33     |
| 1998    | Team Mitsubishi Ralliart          | Mitsubishi Carisma GT Evo V  |         |        |         |         | SPA 4   | FRA DNF | ARG 4   | GRI DNF | NZL 9   | FIN 5 | ITA 7   | AUS DNF | GBR 1   |         | 6    | 33     |
| 1999    | Subaru World Rally Team           | Subaru Impreza WRC99         | MON 8   | ZWE 5  | KEN DNF | POR 4   | SPA 5   | FRA 7   | ARG 2   | GRI 1   | NZL DNF | FIN 2 | CHN 2   | ITA DNF | AUS 1   | GBR 1   | 2    | 55     |
| 2000    | Subaru World Rally Team           | Subaru Impreza WRC99         | MON DNF | ZWE 5  | KEN 1   |         |         |         |         |         |         |       |         |         |         |         | 2    | 60     |
| 2000    | Subaru World Rally Team           | Subaru Impreza WRC2000       |         |        |         | POR 1   | SPA 2   | ARG 1   | GRI DNF | NZL DNF | FIN DNF | CYP 4 | FRA 4   | ITA DNF | AUS 2   | GBR 1   | 2    | 60     |
| 2001    | Subaru World Rally Team           | Subaru Impreza WRC2001       | MON DNF | ZWE 16 | POR 4   | SPA DNF | ARG 2   | CYP 2   | GRI DNF | KEN DNF | FIN 2   | NZL 1 | ITA DNF | FRA 4   | AUS 2   | GBR 3   | 1    | 44     |
| 2002    | Peugeot Total                     | Peugeot 206 WRC              | MON 8   | ZWE 4  | FRA 3   | SPA 2   | CYP 2   | ARG DSQ | GRI DNF | KEN DNF | FIN 2   | DUI 2 | ITA 4   | NZL DNF | AUS DNF | GBR DNF | 5    | 34     |
| 2003    | Marlboro Peugeot Total            | Peugeot 206 WRC              | MON 5   | ZWE 3  | TUR 2   | NZL 2   | ARG 3   | GRI 4   | CYP DNF | DUI 3   | FIN 3   | AUS 3 | ITA 7   | FRA 8   | SPA DNF | GBR     | 4    | 58     |

#### Overwinningen
| #  | Seizoen | Rally                                 | Navigator   | Auto                         |
| -- | ------- | ------------------------------------- | ----------- | ---------------------------- |
| 1  | 1998    | 46th Safari Rally Kenia               | Robert Reid | Mitsubishi Carisma GT Evo IV |
| 2  | 1998    | 54th Network Q Rally of Great Britain | Robert Reid | Mitsubishi Carisma GT Evo V  |
| 3  | 1999    | 46th Acropolis Rally                  | Robert Reid | Subaru Impreza WRC99         |
| 4  | 1999    | 12th Telstra Rally Australia          | Robert Reid | Subaru Impreza WRC99         |
| 5  | 1999    | 55th Network Q Rally of Great Britain | Robert Reid | Subaru Impreza WRC99         |
| 6  | 2000    | 48th Sameer Safari Rally Kenia        | Robert Reid | Subaru Impreza WRC99         |
| 7  | 2000    | 34º TAP Rallye de Portugal            | Robert Reid | Subaru Impreza WRC2000       |
| 8  | 2000    | 20º Rally Argentina                   | Robert Reid | Subaru Impreza WRC2000       |
| 9  | 2000    | 56th Network Q Rally of Great Britain | Robert Reid | Subaru Impreza WRC2000       |
| 10 | 2001    | 31st Propecia Rally of New Zealand    | Robert Reid | Subaru Impreza WRC2001       |

## Overige internationale overwinningen

#### FIA 2-liter en Azië-Pacifisch rallykampioenschap
| Seizoen | Rally                            | Navigator   | Auto                      |
| ------- | -------------------------------- | ----------- | ------------------------- |
| 1996    | 27th Smokefree Rally New Zealand | Robert Reid | Mitsubishi Lancer Evo III |